# Enrico Kühn
Enrico Kühn (Bad Langensalza, RDA, 10 de marzo de 1977) es un deportista alemán que compitió en bobsleigh en la modalidad cuádruple.
Participó en dos Juegos Olímpicos de Invierno, obteniendo una medalla de oro en Salt Lake City 2002, en la prueba cuádruple (junto con André Lange, Kevin Kuske y Carsten Embach), y el quinto lugar en Turín 2006, en la misma prueba.
Ganó una medalla de plata en el Campeonato Mundial de Bobsleigh de 2004 y tres medallas en el Campeonato Europeo de Bobsleigh entre los años 2002 y 2004.

## Palmarés internacional
| Juegos Olímpicos   | Juegos Olímpicos                | Juegos Olímpicos  | Juegos Olímpicos |
| Año                | Lugar                           | Medalla           | Prueba           |
| ------------------ | ------------------------------- | ----------------- | ---------------- |
| 2002               | Salt Lake City (Estados Unidos) | Medalla de oro    | Cuádruple        |
| Campeonato Mundial |                                 |                   |                  |
| Año                | Lugar                           | Medalla           | Prueba           |
| 2004               | Königssee (Alemania)            | Medalla de plata  | Cuádruple        |
| Campeonato Europeo |                                 |                   |                  |
| Año                | Lugar                           | Medalla           | Prueba           |
| 2002               | Cortina d'Ampezzo (Italia)      | Medalla de oro    | Cuádruple        |
| 2003               | Winterberg (Alemania)           | Medalla de plata  | Cuádruple        |
| 2004               | Sankt Moritz (Suiza)            | Medalla de bronce | Cuádruple        |